# Marcipalina confluens
Marcipalina confluens là một loài bướm đêm trong họ Erebidae.